# Hyalopecten undatus
Hyalopecten undatus är en musselart som först beskrevs av Addison Emery Verrill och S. Smith 1885.  Hyalopecten undatus ingår i släktet Hyalopecten och familjen kammusslor. Inga underarter finns listade i Catalogue of Life.